# Okres Nagyatád
Okres Nagyatád (maďarsky Nagyatádi járás) je jedním z osmi okresů maďarské župy Somogy. Jeho centrem je město Nagyatád.

## Sídla
V okrese se nachází celkem 18 měst a obcí.
Města
- Nagyatád

Obce
- Bakháza
- Beleg
- Bolhás
- Görgeteg
- Háromfa
- Kaszó
- Kisbajom
- Kutas
- Lábod
- Nagykorpád
- Ötvöskónyi
- Rinyabesenyő
- Rinyaszentkirály
- Segesd
- Somogyszob
- Szabás
- Tarany